# 屋咸頓 (新南威爾斯州)
屋咸頓（英語：Oakhampton）是澳洲新南威爾斯州美特蘭市地方政府行政區的一個市區。
美特蘭地區的先住民是Wonnarua人。
該地區火車站於1975年10月20日關閉。